# Гелій
| 2        | Гелій |
| He4,0026 |       |
| 1s2      |       |

Ге́лій (хімічний символ — 
He
, лат. Helium) — хімічний елемент з атомним номером 2, який належить до 18-ї групи (за старою класифікацією — головної підгрупи 8-ї групи), 1-го періоду періодичної системи хімічних елементів, та є першим представником благородних газів.
Також, ге́лій (
He
) — проста речовина, яку утворює хімічний елемент гелій — (за нормальних умов) легкий, хімічноінертний (найінертніший) одноатомний газ без запаху, кольору та смаку.
Також гелій є другою за легкістю (після водню) хімічною речовиною. Його температура кипіння — найнижча серед усіх відомих речовин.

## Загальний опис
Гелій нетоксичний, не має кольору, запаху і смаку. За нормальних умов є одноатомним газом. Його точка кипіння (T = 4,216 K) найменша серед всіх елементів. При атмосферному тиску він не переходить у тверду фазу навіть при абсолютному нулі. Твердий гелій отриманий лише при тиску понад 25 атмосфер. Екстремальні умови також необхідні для створення нечисленних хімічних сполук гелію, всі вони нестабільні при стандартній температурі й тиску.
Гелій займає друге місце за поширеністю у Всесвіті й легкістю (після водню). Проте на Землі гелій є рідкісним елементом. У сучасному Всесвіті майже весь новий гелій створюється в результаті термоядерного синтезу із водню в зірках. На Землі він створюється в результаті альфа-розпаду важких елементів (альфа-частинки, випромінювані при альфа-розпаді — це ядра гелію-4). Частина гелію, що виник при альфі-розпаді й просочувався крізь породи земної кори, захоплюється природним газом, концентрація гелію в якому може досягати 7 % від об'єму. Гелій здобувається з природного газу процесом низькотемпературного розділення, що називається фракційною перегонкою.

## Історія

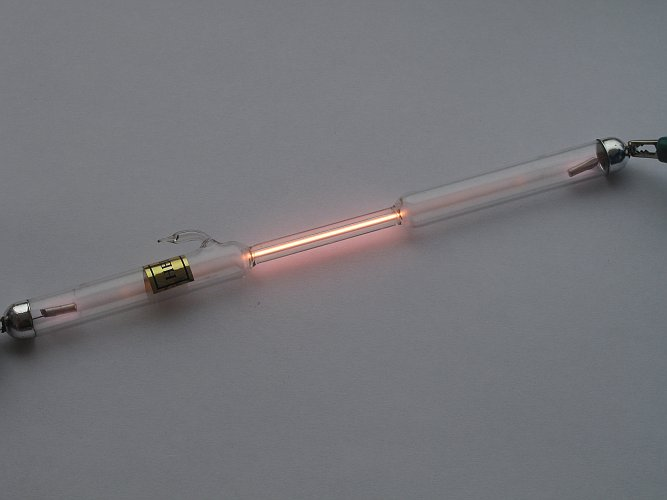
Світимість гелію у газорозрядній трубці

18 серпня 1868 французький вчений П'єр Жансан, перебуваючи під час повного сонячного затемнення в індійському місті Гунтур, вперше досліджував хромосферу Сонця. Жансену вдалося налаштувати спектроскоп таким чином, щоб спектр корони Сонця можна було спостерігати не тільки під час затемнення, а й у звичайні дні. На наступний же день спектроскопія сонячних протуберанців наряду з лініями водню — синьою, зелено-блакитною і червоною — виявила дуже яскраву жовту лінію, спочатку прийняту Жансеном та іншими астрономами, які спостерігали її, за лінію D натрію. Жансен негайно написав про це до Французької Академії наук. Згодом було встановлено, що яскраво-жовта лінія в сонячному спектрі не збігається з лінією натрію і не належить жодному з раніше відомих хімічних елементів.
Через два місяці, 20 жовтня, англійський астроном Норман Лок'єр, не знаючи про досліди французького колеги, також провів дослідження сонячного спектра. Виявивши невідому жовту лінію з довжиною хвилі 588 нм (більш точно 587,56 нм), він позначив її D3, оскільки вона була дуже близько розташована до фраунгоферових ліній D1 (589,59 нм) і D2 (588,99 нм) натрію. Через два роки Лок'єр пояснив її походження присутністю на Сонці нового елементу та спільно з англійським хіміком Едвардом Франкландом, з яким він співпрацював, запропонував дати новому елементу назву «гелій» (від дав.-гр. ἥλιος — «сонце»).
Цікаво, що листи Жансена і Лок'єра прийшли до Французької Академії наук в один день — 24 жовтня 1868, однак лист Лок'єра, написаний ним чотирма днями раніше, прийшов на кілька годин раніше. Наступного дня обидва листи були зачитані на засіданні Академії. На честь нового методу дослідження протуберанців Французька академія вирішила викарбувати медаль. На одній стороні медалі були вибиті портрети Жансена і Лок'єра над схрещеними гілками лавра, а на іншій — зображення міфологічного бога Сонця Аполлона, на колісниці, запряженій четвіркою коней.
У 1881 році італієць Луїджі Пальм'єрі опублікував повідомлення про відкриття ним гелію у вулканічних газах фумароли. Він досліджував світло-жовту маслянисту речовину, що осідала з газових струменів на краях кратера Везувію. Пальм'єрі прожарював цей вулканічний продукт у полум'ї бунзенівського пальника і спостерігав спектр газів, що при цьому виділяються. Вчені-колеги зустріли це повідомлення з недовірою, оскільки свої досліди Пальм'єрі описав неясно. Через багато років у складі фумарольних газів дійсно були знайдені невеликі кількості гелію і аргону.
Тільки через 27 років після свого первинного відкриття гелій був виявлений на Землі — в 1895 році шотландський хімік Вільям Рамзі, досліджуючи зразок газу, отриманого при розкладанні мінералу клевеїту, виявив у його спектрі ту ж яскраво-жовту лінію, знайдену раніше в сонячному спектрі. Зразок був направлений для додаткового дослідження відомому англійському вченому-спектроскопісту Вільяму Круксу, який підтвердив, що спостережувана в спектрі зразка жовта лінія збігається з лінією D3 гелію. 23 березня 1895 Рамзай відправив повідомлення про відкриття ним гелію на Землі в Лондонське королівське товариство, а також у Французьку академію через відомого хіміка Марселена Бертло.
Шведські хіміки Пер Теодор Клеве і Нільс Абрахам Ленгле змогли виділити з клевеїту достатньо газу, щоб встановити атомну масу нового елемента.
У 1896 році Генріх Кайзер, Зігберт Фрідлендер, а ще через два роки Едвард Белі остаточно довели присутність гелію в атмосфері.
Ще до Рамзая гелій виділив також американський хімік Френсіс Хіллебранд, однак він помилково вважав, що отримав азот, і в листі Рамзаю визнав за ним пріоритет відкриття.
Досліджуючи різні речовини і мінерали, Рамзай виявив, що гелій у них супроводжує уран і торій. Але тільки значно пізніше, в 1906 році, Ернест Резерфорд і Ройдс встановили, що альфа-частинки радіоактивних елементів являють собою ядра гелію. Ці дослідження поклали початок сучасної теорії будови атома.

Графік залежності теплоємності рідкого гелію від температури.

Тільки в 1908 році нідерландському фізику Гейке Камерлінг-Оннесу вдалося отримати рідкий гелій. Він використовував дроселювання (див. ефект Джоуля — Томсона), після того як газ був попередньо охолоджений у киплячому під вакуумом рідкому водні. Спроби отримати твердий гелій ще довго залишалися безуспішними навіть при температурі в 0,71 K, якої досяг учень Камерлінг-Оннеса — німецький фізик Віллем Хендрік Кеєзом. Лише в 1926 році, застосувавши тиск вище 35 атм і охолодивши стиснений гелій у киплячому під розрідженням рідкому гелії, йому вдалося виділити кристали.
У 1932 році Кеєзом досліджував характер зміни теплоємності рідкого гелію з температурою. Він виявив, що близько 2,19 K повільний і плавний підйом теплоємності змінюється різким падінням, і крива теплоємності набуває форму грецької букви λ (лямбда). Звідси температурі, при якій відбувається стрибок теплоємності, присвоєно умовну назву «λ-точка». Більш точне значення температури в цій точці, встановлене пізніше, — 2,172 K. У λ-точці відбуваються глибокі і стрибкоподібні зміни фундаментальних властивостей рідкого гелію — одна фаза рідкого гелію змінюється в цій точці на іншу, причому без виділення прихованої теплоти; відбувається фазовий перехід II роду. Вище температури λ-точки існує так званий гелій-I, а нижче неї — гелій-II.
У 1938 році радянський фізик Капиця Петро Леонідович відкрив явище надплинності рідкого гелію-II, яке полягає в різкому зниженні коефіцієнту в'язкості, внаслідок чого гелій тече практично без тертя. Ось що він писав в одній зі своїх доповідей про відкриття цього явища:

… така кількість тепла, яке фактично переносилося, лежить за межами фізичних можливостей, що тіло ні за якими фізичними законами не може переносити більше тепла, ніж його теплова енергія, помножена на швидкість звуку. З допомогою звичайного механізму теплопровідності тепло не могло переноситися в такому масштабі, як це спостерігалося. Треба було шукати інше пояснення. 

І замість того, щоб пояснити перенесення тепла теплопровідністю, тобто передачею енергії від одного атома до іншого, можна було пояснити його більш тривіально — конвекцією, перенесенням тепла в самій матерії. Чи може справа в тому, що нагрітий гелій рухається вгору, а холодний опускається вниз, завдяки різниці швидкостей виникають конвекційні струми, і таким чином відбувається перенесення тепла. Але для цього треба було припустити, що гелій при своєму русі тече без жодного опору. У нас вже був випадок, коли електрика рухалося без жодного опору по провіднику. І я вирішив, що гелій так само рухається без жодного опору, що він є не надпровідною речовиною, а надплинним. …

 … Гелій виявився … ідеальною рідиною. Можна було виявити лише межу в'язкості 10-11П Якщо в'язкість води дорівнює 10-2П, то це в мільярд разів більш текуча рідина, ніж вода …

## Походження назви
Лок'єр дав гелію назву, що відображає історію його відкриття (від грец. Helios — сонце). Оскільки Лок'єр вважав, що виявлений елемент — метал, він використовував у латинській назві елементу закінчення «ium» (відповідає українському закінченню «ій»), яке зазвичай уживається в назвах металів. Таким чином, гелій задовго до свого відкриття на Землі отримав назву, яка закінченням відрізняє його від назв решти інертних газів. За аналогією з іншими благородними газами логічно було б дати йому ім'я «геліон» («Helion»). У сучасній науці назва «геліон» закріпилася за ядром легкого ізотопу гелію — гелію-3.

## Поширення

### У Всесвіті
Серед усіх елементів гелій посідає друге місце за поширеністю у Всесвіті після водню — близько 23 % за масою. Проте на планетах земної групи (Меркурій, Венера, Земля, Марс) гелію мало. Практично весь гелій Всесвіту утворився в перші кілька хвилин після Великого вибуху в ході реакцій первинного нуклеосинтезу. У сучасному Всесвіті майже весь новий гелій утворюється в результаті термоядерного синтезу з водню в надрах зірок (див. протон-протонний цикл, вуглецево-азотний цикл). На Землі він утворюється в результаті альфа-розпаду важких елементів — урану і торію. Частина гелію, що виникла у результаті альфа-розпаду і мігрує крізь породи земної кори, захоплюється природним газом, концентрація гелію в якому може сягати до 8—16 % об.

### У земній корі
Серед елементів восьмої групи гелій за кларком у земній корі посідає друге місце (після аргону). Вміст гелію в атмосфері Землі (утворюється в результаті радіоактивного розпаду Ac, Th, U) — 5,27×10−4 % об. і 7,24×10−5 % за масою. Запаси гелію в атмосфері, літосфері і гідросфері Землі оцінюються у 5×1014 м³.
Гелій у природному газі міститься в концентраціях як правило до 2 % об. Дуже рідко зустрічаються скупчення природних газів, у яких вміст гелію сягає 8—16 % об. Максимальна концентрація гелію відмічається в уран- і торійвмісних мінералах: клевеїті, фергусоніті, самарськіті, гадолініті, монациті (монацитові піски в Індії і Бразилії), торіаніті — від 0,8 до 10,5 л/кг. Усі природні гази, які містять гелій у концентраціях більших за 0,02 %, поділяються на чотири групи:
а) бідні — концентрація гелію 0,02—0,05 %;
б) багаті — 0,05—0,30 %;
в) дуже багаті — 0,30—1,0 %;
г) унікально багаті — >1,0 %.
Часто при оцінці запасів і ресурсів гелію групи «В» і «Г» об'єднують в одну. В Україні, Росії, Казахстані та інших країнах колишнього СРСР запаси гелію класифікують за категоріями А, B, C1, С2, а ресурси — за категоріями С3, Д1 та Д2.

## Ізотопи
Природний гелій складається з двох стабільних ізотопів: 4He (ізотопна поширеність — 99,999863 %) та набагато більш рідкісного 3He (0,000137 %; вміст гелію-3 в різних природних джерелах може варіюватися в досить широких межах). Також відомі ще шість штучних радіоактивних ізотопів гелію, всі вони дуже короткоживучі.

## Визначення
Якісно гелій визначають за допомогою емісійного спектрального аналізу, основні характеристичні лінії 587,56 та 388,56 нм. Для кількісного визначення користуються мас-спекрометрією та газовою хроматографією, а також методами, заснованими на вимірюванні фізичних властивостей (щільності, теплопровідності та ін.).

## Хімічні властивості
Гелій — найменш хімічно активний елемент 18-ї групи (інертні гази) та й взагалі всієї періодичної таблиці. Багато сполук гелію існують тільки в газовій фазі у вигляді так званих ексимерних молекул, у яких стійкі збуджені електронні стани і нестійкий основний стан. Гелій утворює двоатомні молекули He+2, фторид HeF, хлорид HeCl (Ексимерні молекули утворюються при дії електричного розряду або ультрафіолетового випромінювання на суміш гелію з фтором чи хлором).
Енергія зв'язку молекулярного іона гелію He +2 становить 58 ккал/моль, рівноважна між'ядерна відстань 1,09 Å. Відомо ексимерну хімічну сполуку гелію LiHe.

## Властивості в газовій фазі

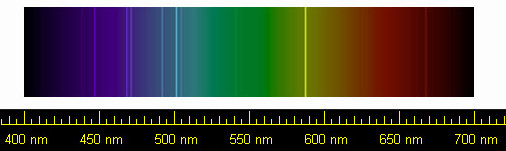
Спектральні лінії випромінювання гелію.

При нормальних умовах гелій поводиться практично як ідеальний газ. За всіх умов гелій є моноатомною речовиною. При нормальних умовах густина складає 0,17847 кг/м³, має теплопровідність 0,1513 Вт⁄(м·К) — більшу, ніж у всіх інших газів, за винятком водню, а його питома теплоємність надзвичайно висока (ср = 5,23 кДж⁄(кг·К), для порівняння — 14,23 кДж⁄(кг·К) для Н2).

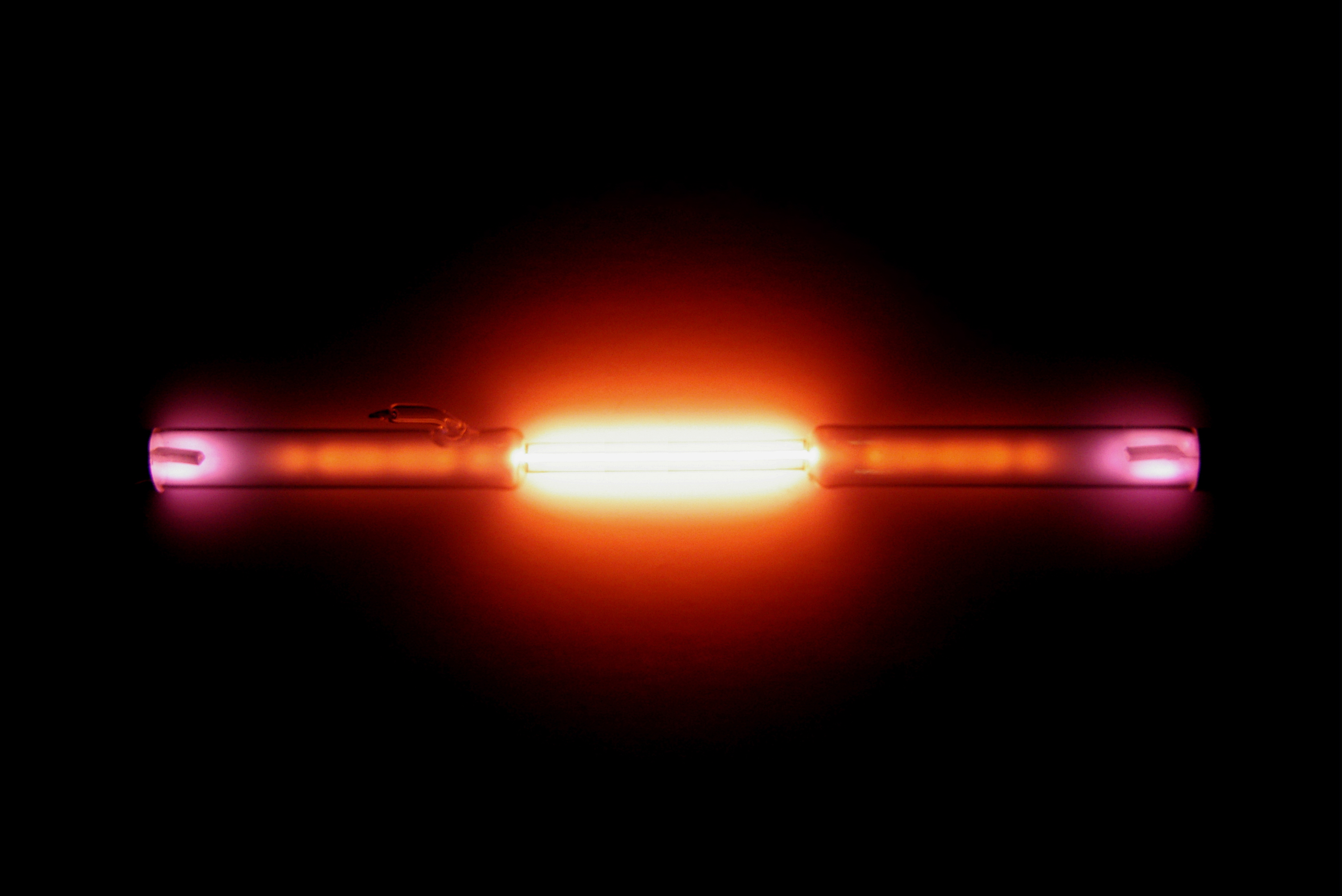
Світіння гелію під час проходження через нього електричного струму.

При проходженні струму через заповнену гелієм трубку спостерігаються розряди різних кольорів, що залежать головним чином від тиску газу в трубці. Зазвичай видиме світло спектра гелію має жовте забарвлення. У міру зменшення тиску відбувається зміна кольорів на рожевий, помаранчевий, жовтий, яскраво-жовтий, жовто-зелений і зелений. Це пов'язано з присутністю в спектрі гелію декількох серій ліній, розташованих у діапазоні між інфрачервоною і ультрафіолетовою частинами спектра. Найважливіші лінії гелію у видимій частині спектра лежать між 706,52 нм і 447,14 нм. Зменшення тиску призводить до збільшення довжини вільного пробігу електрона, тобто до зростання його енергії при зіткненні з атомами гелію. Це призводить до переходу атомів у збуджений стан із більшою енергією, у результаті чого і відбувається зміщення спектральних ліній від червоного до фіолетового краю видимого спектра.
Добре вивчений спектр гелію має два різко різних набори серій ліній — одиничних (1S0) і триплетних (3S1), тому в кінці 19 століття Лок'єр, Рунге і Пашен припустили, що гелій складається з суміші двох газів; один із них мав у спектрі жовту лінію 587,56 нм, інший — зелену 501,6 нм. Цей другий газ вони запропонували назвати Астер (Asterium) від грец. Зоряний. Однак Рамзай і Треверс показали, що спектр гелію залежить від умов: при тиску газу 7-8 мм рт.ст. найбільш яскрава жовта лінія; при зменшенні тиску збільшується інтенсивність зеленої лінії. Спектри атома гелію були пояснені Гейзенбергом в 1926 р. (див. обмінна взаємодія). Спектр залежить від взаємного напряму спінів електронів в атомі — атом із протилежно спрямованими спінами (що дає зелену лінію в оптичних спектрах) отримав назву «парагелій», з співспрямованими спінами (з жовтою лінією в спектрі) названий «ортогелієм». Лінії парагелію — одинокі, лінії ортогелію — вельми вузькі триплети. Атом гелію в нормальних умовах знаходиться в одиночному (синглетному) стані. Щоб атом гелію перевести в триплетний стан, потрібно затратити роботу в 19,77 еВ. Перехід атома гелію з триплетного стану в синглетний сам по собі здійснюється надзвичайно рідко. Такий стан, з якого перехід у більш глибоке сам по собі малоймовірний, носить назву метастабільного. Вивести атом із метастабільного стану в стабільний можливо, піддаючи атом зовнішньому впливу, наприклад, електронним ударом або при зіткненні з іншим атомом із передачею останньому безпосередньо енергії збудження. В атомі парагелію (синглетного стану гелію) спіни електронів спрямовані протилежно, і сумарний спіновий момент дорівнює нулю. У триплетному стані (ортогелія) спіни електронів співнаправлені, сумарний спіновий момент дорівнює одиниці. Принцип Паулі забороняє двом електронам перебувати в стані з однаковими квантовими числами, тому електрони в нижчому енергетичному стані ортогелію, маючи однакові спіни, змушені мати різні головні квантові числа: один електрон знаходиться на 1S — орбіталі, а другий — на більш віддаленій від ядра 2S — орбіталі (стан оболонки 1S 2S). У парагелію обидва електрони перебувають в 1S — стані (стан оболонки 1S2).
Спонтанний інтеркомбінаційний (тобто супроводжується зміною сумарного спіна) перехід із випромінюванням фотона між орто- і парагелієм надзвичайно сильно пригнічений, однак можливі безвипромінювальні переходи при взаємодії з налітаючим електроном або іншим атомом.
У середовищі де зіткнення малоймовірне (наприклад, у міжзоряному газі) спонтанний перехід з нижнього стану ортогелія 23S1 в основний стан парагелію 10S1 можливий шляхом випромінювання одночасно двох фотонів або в результаті однофотонного магнітно-дипольного переходу (M1). У цих умовах розрахунковий час життя атома ортогелія за рахунок двофотонного розпаду 23S1 → 10S1 + 2 γ становить 2,49× 108 с, або 7,9 року. Перші теоретичні оцінки показували, що час життя за рахунок магнітно-дипольного переходу на порядки більше, тобто що домінує двофотонний розпад. Лише через три десятиліття, після несподіваного відкриття заборонених триплетно-синглетних переходів деяких геліоподобних іонів у спектрах сонячної корони було виявлено, що однофотонний магнітно-дипольний розпад 23S1-стану значно більш ймовірний; час життя при розпаді по цьому каналу складає «всього» 8× 103 с.
Слід зазначити, що час життя першого збудженого стану атома парагелію 20S1 також вкрай великий за атомними масштабами. Правила відбору для цього стану забороняють однофотонний перехід 20S1 → 10S1 + γ (Це легко пояснювано з міркувань симетрії. Як початковий, так і кінцевий стан атому сферично симетричні і не мають виділеного напрямку — обидва електрони знаходяться в S-стані, і сумарний спіновий момент також нульовий. Випромінення фотона з певним імпульсом вимагає порушення цієї симетрії.), а для двофотонного розпаду час життя складає 19,5 мс.
Гелій менш розчинний у воді, ніж будь-який інший відомий газ. В 1 л води при 20 °C розчиняється близько 8,8 мл (9,78 при 0 °C, 10,10 при 80 °C), в етанолі — 2,8 мл⁄л (15 °C), 3,2 мл⁄л (25 °C).
Швидкість його дифузії крізь тверді матеріали в три рази вище, ніж у повітря, і приблизно на 65 % вище, ніж у водню.
Коефіцієнт заломлення гелію ближче до одиниці, ніж у будь-якого іншого газу. Цей газ має негативний коефіцієнт Джоуля — Томсона при нормальній температурі середовища, тобто він нагрівається, коли йому дають можливість вільно збільшуватися в об'ємі. Тільки нижче температури інверсії Джоуля — Томсона (приблизно 40 К за нормального тиску) він остигає під час вільного розширення. Після охолодження нижче цієї температури гелій може бути перетворений у рідину при розширювальному охолодженні. Таке охолодження проводиться за допомогою детандера.

## Властивості конденсованих фаз
У 1908 році Г. Камерлінг-Оннес вперше зміг отримати рідкий гелій. Твердий гелій вдалося отримати лише під тиском 25 атмосфер при температурі близько  1 К (В. Кеєзом, 1926). Кеєзом також відкрив наявність фазового переходу гелію-4 (4He) при температурі 2,17 K; він назвав фази гелій-I і гелій-II (нижче 2,17 K). В 1938 році П. Л. Капиця виявив, що у гелію-II відсутня в'язкість (явище надплинності при якому за температури 2,1768 K рідкий гелій переходить у стан, у якому втрачає в'язкість, такий стан називається надплинним або станом гелію II, у надплинному стані гелій має низку цікавих властивостей, наприклад, повзе вгору стінками посудини, тягнеться до джерела тепла тощо). У гелію-3 надплинність виникає лише при температурах нижче 0,0026 К. Надплинний гелій відноситься до класу так званих квантових рідин, макроскопічна поведінка яких може бути описана тільки за допомогою квантової механіки. У 2004 році з'явилося повідомлення про відкриття надплинності твердого гелію (т. зв. ефект суперсолід) при дослідженні його в торсіонному осциляторі. Однак багато дослідників сходяться на думці, що виявлений у 2004 році ефект не має нічого спільного зі надплинністю кристала. Нині продовжуються численні експериментальні і теоретичні дослідження, метою яких є розуміння істинної природи цього явища.

## Отримання
У промисловості гелій отримують із гелійвмісних природних газів (в даний час експлуатуються головним чином родовища, що містять > 0,1 % гелію). Від інших газів гелій відділяють методом глибокого охолоджування, використовуючи те, що гелій зріджується важче всіх інших газів. Охолодження проводять дроселюванням у кілька стадій, очищаючи його від CO2 і вуглеводнів. У результаті виходить суміш гелію, неону та водню. Цю суміш, т. зв. сирий гелій, (He — 70—90 % зб.) очищають від водню (4—5 %) за допомогою CuO при 650—800 К. Остаточне очищення досягається охолодженням залишеної суміші киплячим під вакуумом N2 і адсорбцію домішок на активному вугіллі в адсорберах, також охолоджуваних рідким N2. Виробляють гелій технічної чистоти (99,80 % за об'ємом) і високої чистоти (99,985 %).
Родовища таких газів є в Україні, Росії, США, Канаді, ПАР та ін. Гелій міститься також у деяких мінералах (монациті, торіаніті й інших), при цьому з 1 кг мінералу при нагріванні можна виділити до 10 л гелію. Світові запаси гелію складають приблизно 45 млрд м³.
У 2015 році виробництво гелію у світі склало 168 млн м³, у тому числі у США — 100 млн м³, Катарі — 40 млн м³, Алжирі — 16 млн м³, Австралії — 5 млн м³, Росії —  4 млн м³, Польщі — 3 млн м³ .
У 2016 році в надрах Східно-Африканського рифту біля танзанійського озера Еясі знайдено газове родовище з приблизно 10 % гелію  .

## Транспортування

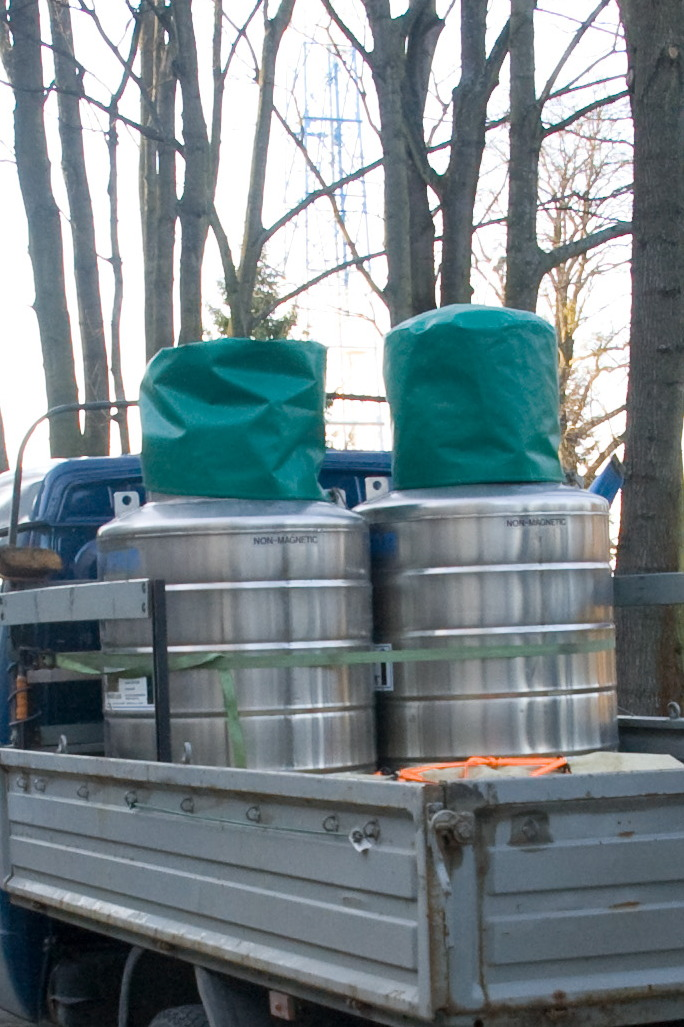
Дві посудини Дьюара по 250 л з рідким гелієм.

Для транспортування газоподібного гелію використовуються стальні балони (ДСТУ 949-73) коричневого кольору, що поміщаються в спеціалізовані контейнери. Для перевезення можна використовувати всі види транспорту при дотриманні відповідних правил перевезення газів.
Для перевезення рідкого гелію застосовуються спеціальні транспортні посудини Дьюара типу СТГ-10, СТГ-25, СТГ-40, СТГ-250, СТГ-500 світло-сірого кольору об'ємом 10, 25, 40, 250 і 500 літрів, відповідно. При виконанні певних правил транспортування, може використовуватися залізничний, автомобільний та інші види транспорту. Посудини з рідким гелієм обов'язково повинні зберігатися у вертикальному положенні.

## Застосування

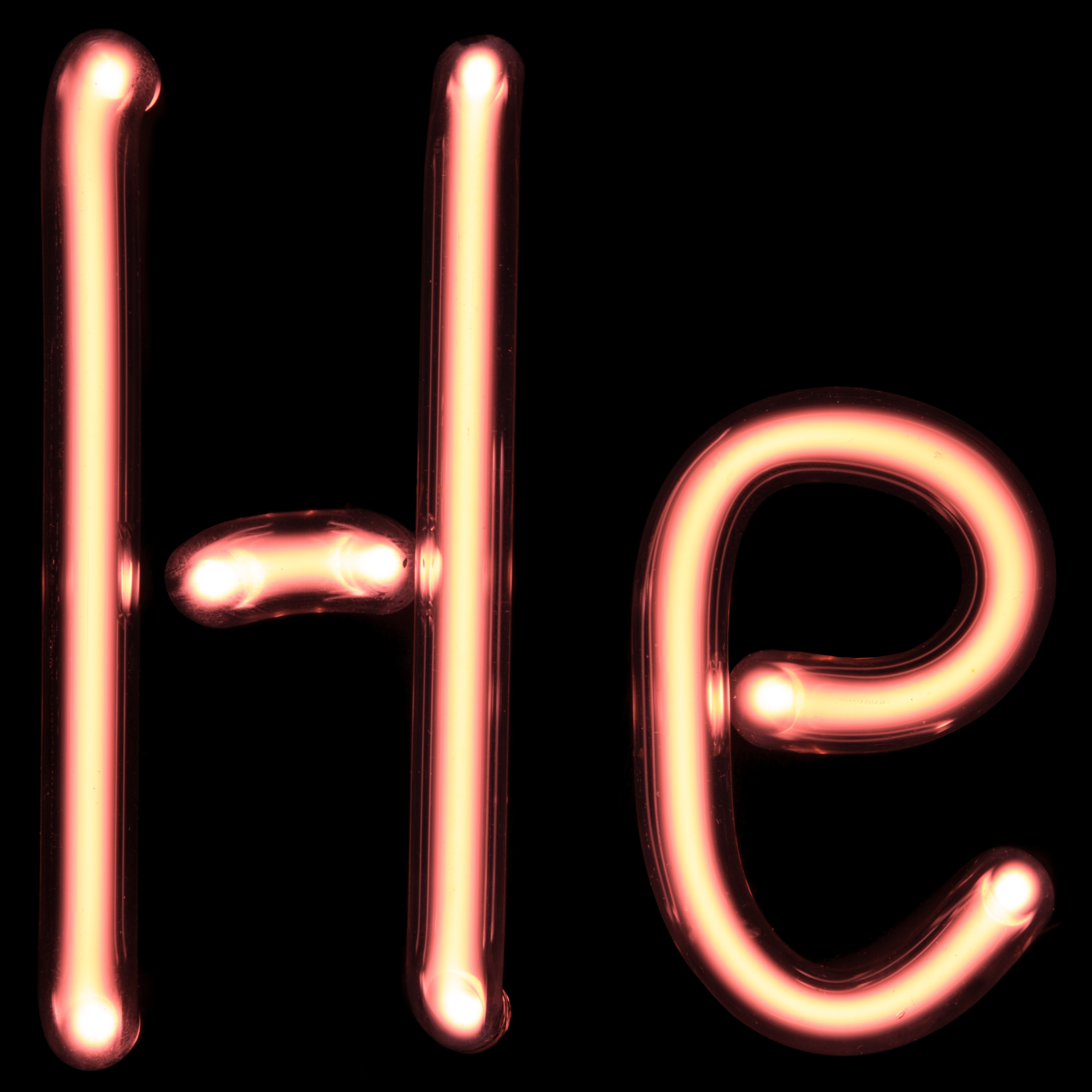
Хімічний символ гелію виконаний із газорозрядних ламп, заповнених гелієм.

Гелій широко використовується в промисловості і народному господарстві:
- в металургії для створення інертної і захисної атмосфери при зварюванні, різанні і плавці металів;
- в МРТ-сканерах;
- для вирощування кристалів кремнію, германію, карбону;
- як компонент середовища гелій-неонових лазерів;
- як робоче тіло в гелієвих течошукачах для пошуку витоків у трубопроводах та котлах;
- як газ-носій у газовій хроматографії;
- для заповнення газорозрядних трубок (ламп);
- як холодоагент (Рідкий гелій, рідина, яка конденсується при найнижчій температурі, — унікальний холодоагент в експериментальній фізиці, що дозволяє отримувати наднизькі температури в наукових дослідженнях (наприклад, при вивченні електричної надпровідності чи охолодження магнітів в адронному колайдері і т. д.);
- як теплоносій у деяких типах ядерних реакторів;
- при перекачуванні ракетного палива;
- для наповнення повітроплаваючих суден (дирижаблі і аеростати) — при незначній у порівнянні з воднем втраті у підйомній силі гелій через свою негорючість абсолютно безпечний;
- для наповнення повітряних кульок і оболонок метеорологічних зондів;
- в харчовій промисловості (зареєстрований як харчова добавка E939) як пропелент і пакувальний газ;
- в дихальних сумішах для глибоководного занурення (Завдяки тому, що гелій дуже погано розчиняється в крові, його використовують як складову частину штучного повітря, що подається для дихання водолазам. Заміна азоту на гелій запобігає кесонній хворобі (при вдиханні звичайного повітря азот під підвищеним тиском розчиняється в крові, а потім виділяється з неї у вигляді бульбашок, які закупорюють дрібні судини). Проходячи крізь редуктор акваланга, гелій прогріває кисень, а не охолоджує, як це робить азот. У міру зростання тиску з глибиною, густина суміші зростає, гелій значно знижує зусилля дихання за рахунок зменшення числа Рейнольдса, що приводить до зменшення турбулентного потоку і збільшенню ламінарного потоку.)

Крім того, ізотоп 3He використовується як робоча речовина газових нейтронних детекторів, у тому числі позиційно-чутливих, у техніці нейтронного розсіювання як поляризатор. 3He є також перспективним паливом для термоядерної енергетики. Розчинення гелію-3 в гелії-4 використовується для отримання наднизьких температур.

### У геології
Гелій — зручний індикатор для геологів. За допомогою гелієвої зйомки можна визначати на поверхні Землі розташування глибинних розломів. Гелій як продукт розпаду радіоактивних елементів, що насичують верхній шар земної кори, просочується по тріщинах і піднімається в атмосферу. Поблизу таких тріщин і особливо в місцях їх перетину концентрація гелію більш висока. Це явище було вперше встановлено радянським геофізиком І. М. Яницьким під час пошуків уранових руд. Ця закономірність використовується для дослідження глибинної будови Землі і пошуку руд кольорових і рідкісних металів.

### Військове застосування
- Перша світова війна — Заправка військових дирижаблів у США та Німеччині.
- 1930—1960-ті роки — Помилково вважалося, що виділення гелію можна застосовувати для пошуку уранових руд[32]. Проти цього ще в 1911 році виступала М. Склодовська-Кюрі.
- З 1950-х років — продування паливних баків рідинних ракет.

### В астрономії
На честь гелію названий астероїд 895 Геліо, відкритий в 1918 році.

## Біологічна роль
На даний момент біологічна роль не з'ясована. Ймовірно, гелій не несе жодної біологічної функції.

### Фізіологічна дія
- Хоча благородні гази мають наркозну дію, цей вплив у гелію і неону при атмосферному тиску не проявляється, у той час як при підвищенні тиску виникають симптоми "нервового синдрому високого тиску "(НСВТ)[33].
- Вміст гелію у високих концентраціях у вдихуваному повітрі може викликати запаморочення, нудоту, блювоту, втрату свідомості і смерть від асфіксії (в результаті кисневого голодування). Аналогічний ефект часто надає одноразовий вдих чистого гелію, наприклад, з кульки з гелієм. Як і при вдиханні інших інертних газів, через відсутність смаку і запаху, часто відбувається несподівана втрата свідомості при вдиху великих концентрацій.
- При вдиханні гелію тембр голосу стає тонким, схожим на крякання качки[34]. Більш висока, ніж у повітрі, швидкість звуку в гелії при інших рівних умовах (наприклад, температурі) збільшує значення частоти резонансу голосового тракту (як ємності, наповненої газом).

### Ризики для здоров'я
Вдихання чистого гелію може бути небезпечно для здоров'я. 28 січня 2015 під час запису розважального телевізійного шоу 3B Junior Startdust Shoji 12-річна учасниця японської дитячої ідол-групи 3B Junior (ім'я дівчинки не називається), виконуючи ігрове завдання змінити голос за допомогою гелію, знепритомніла й була госпіталізована. Інцидент був оприлюднений на зібраній телекомпанією TV Asahi екстреній прес-конференції тільки тиждень потому, 4 лютого. Як було повідомлено, дівчинка досі перебувала в стані коми, хоча і є ознаки поліпшення стану — вона водить очима і ворушить кінцівками. Лікарі діагностували у пацієнтки емболію судин головного мозку. Як з'ясувалося, газ був промаркований як тільки для дорослих, але співробітники телекомпанії не звернули на це уваги. Поліція почала розслідування за фактом нехтування заходами безпеки.

## Вартість
- У 2009 р ціни приватних компаній на газоподібний гелій знаходилися в межах 2,5—3 $/м³[37].
- У 2010 р ціна в Європі на скраплений гелій була близько 11 євро за літр.
- У 2012 році на скраплений — 23 євро за літр.
- У 2016 році в Америці ціна була 25 дол. США за літр.